# Meister der Antwerpener Kreuzigung
Als Meister der Antwerpener Kreuzigung wird ein flämischer Maler bezeichnet, der um 1520 in Antwerpen tätig war.  Benannt ist der namentlich nicht bekannte Künstler nach seinem Gemälde der Kreuzigung Christ, heute im Antwerpener Museum Maagdenhuis ausgestellt. Der Meister ist ein Vertreter eines Stils, den die in der Kunsthistorik unter dem Begriff Antwerpener Manieristen zusammengefassten Mitglieder der Antwerpener Lukasgilde zum Beginn des 16. Jahrhunderts vertraten. Diese Maler stehen am Übergang der Gotik in die Renaissance.
Der Meister der Antwerpener Kreuzigung erhielt seinen Notnamen durch den Kunsthistoriker Max J. Friedländer. Dieser hatte im Rahmen seiner Theorien und Untersuchungen zu den Antwerpener Manieristen das Bild der Kreuzigung stilistisch als das Kernwerk einer von ein und demselben Meister geschaffenen Gruppe von Werken vorgeschlagen.
In der neueren Forschung nahm eine Identifizierung dann Kontur an und es wurde vorgeschlagen, den Meister der Antwerpener Kreuzigung mit Adrian van Overbeck zu identifizieren, dessen Schaffensperiode zu belegen ist anhand schriftlicher Quellen beispielsweise ab 1513 mit einem Vertrag zum Annenaltar in der Propsteikirche St. Maria in Kempen (Niederrhein) sowie durch seine Beteiligung 1521 mit seiner Werkstatt am Goldenen Wunder, dem größten erhaltenen Antwerpener Flügelaltar, heute in St. Petri in Dortmund.